# 아크로레이스
《아크로레이스》는 더소프트에서 2001년에 개발한 게임 중 하나였다. 오픈 직후 넷돌엔터테인먼트만 운영에서 빠지고 더소프트 혼자 직접 운영을 했었다. 2003년에 엠파스에서 처음으로 서비스를 했다. 서울의 일부 코스와 양수리의 일부 코스를 바탕으로 코스를 만들었다. 자동차들도 하나 하나씩 새로 생겼다. 2004년 12월에는 크리스마스 이벤트로 크리스마스 스킨이 첨부된 미니쿠퍼를 팔았다. 2005년 3월에는 유료상점이 문을 닫았고 동년 7월에 서비스 종료가 됐다. 서비스가 종료된 해당 게임은 스타포인트로 넘어갔고 스타포인트에서 엔채널이 레이싱스타로 이름을 바꿔서 운영을 했으나 2009년에 서비스는 중단이 됐다.

## 나왔던 자동차
- 아크로레이스 (2001년~2005년)
  - 현대자동차
    - 아토스
    - 베르나 스포티 (월드 랠리 챔피언쉽 시합 차량으로 등장)
    - 엑센트
    - 아반떼 세단 (J2)
    - 아반떼 XD 레이싱
    - 투스카니
    - 티뷰론 터뷸런스
    - 구형 EF 쏘나타
    - 뉴 EF 쏘나타 초기형
    - 뉴 그랜저 XG 초기형
    - 싼타페

  - 기아자동차
    - 쎄라토 세단
    - 프라이드 Young
    - 비스토
    - 리오 SF 세단
    - 스펙트라 윙
    - 옵티마
    - 쏘렌토
    - 봉고 프런티어

  - 대우자동차
    - 티코
    - 마티즈2
    - 라노스
    - 누비라2
    - 레간자
    - L6 매그너스
    - 라세티 세단

  - 쌍용자동차
    - 코란도

  - 르노삼성자동차
    - SM3
    - SM525V

  - 토요타
    - 셀리카

  - BMW
    - Z4
    - BMW 미니

  - 미쓰비시
    - 이클립스

  - 캐딜락
    - CTS

  - 아우디
    - TT

  - 로터스
    - 엘리스